# Baktiyar Zaynutdinov
Baktiyar Zaynutdinov (Taraz, 2 de abril de 1998) es un futbolista kazajo que juega de centrocampista en el F. C. Dinamo Moscú de la Liga Premier de Rusia.

## Selección nacional
Es internacional con la selección de fútbol de Kazajistán. Debutó en 2018 y marcó su primer gol el 23 de marzo de ese mismo año en la victoria por 2-3 frente a Hungría.
Con la selección disputó la Liga de Naciones de la UEFA 2018-19 donde logró su primer gol en la competición en la jornada 3 de la misma, frente a Letonia, en un partido que terminó 1-1.

## Clubes
| Club                | País       | Año       |
| ------------------- | ---------- | --------- |
| F. C. Taraz         | Kazajistán | 2015-2017 |
| F. C. Astana        | Kazajistán | 2018-2019 |
| F. C. Rostov        | Rusia      | 2019-2020 |
| P. F. C. CSKA Moscú | Rusia      | 2020-2023 |
| Beşiktaş J. K.      | Turquía    | 2023-2025 |
| F. C. Dinamo Moscú  | Rusia      | 2025-     |

## Palmarés

### Títulos nacionales
| Título                     | Club                | País       | Año  |
| -------------------------- | ------------------- | ---------- | ---- |
| Supercopa de Kazajistán    | F. C. Astana        | Kazajistán | 2018 |
| Liga Premier de Kazajistán | F. C. Astana        | Kazajistán | 2018 |
| Copa de Rusia              | P. F. C. CSKA Moscú | Rusia      | 2023 |
| Copa de Turquía            | Beşiktaş J. K.      | Turquía    | 2024 |
| Supercopa de Turquía       | Beşiktaş J. K.      | Turquía    | 2024 |